# Einsteins krijtbord

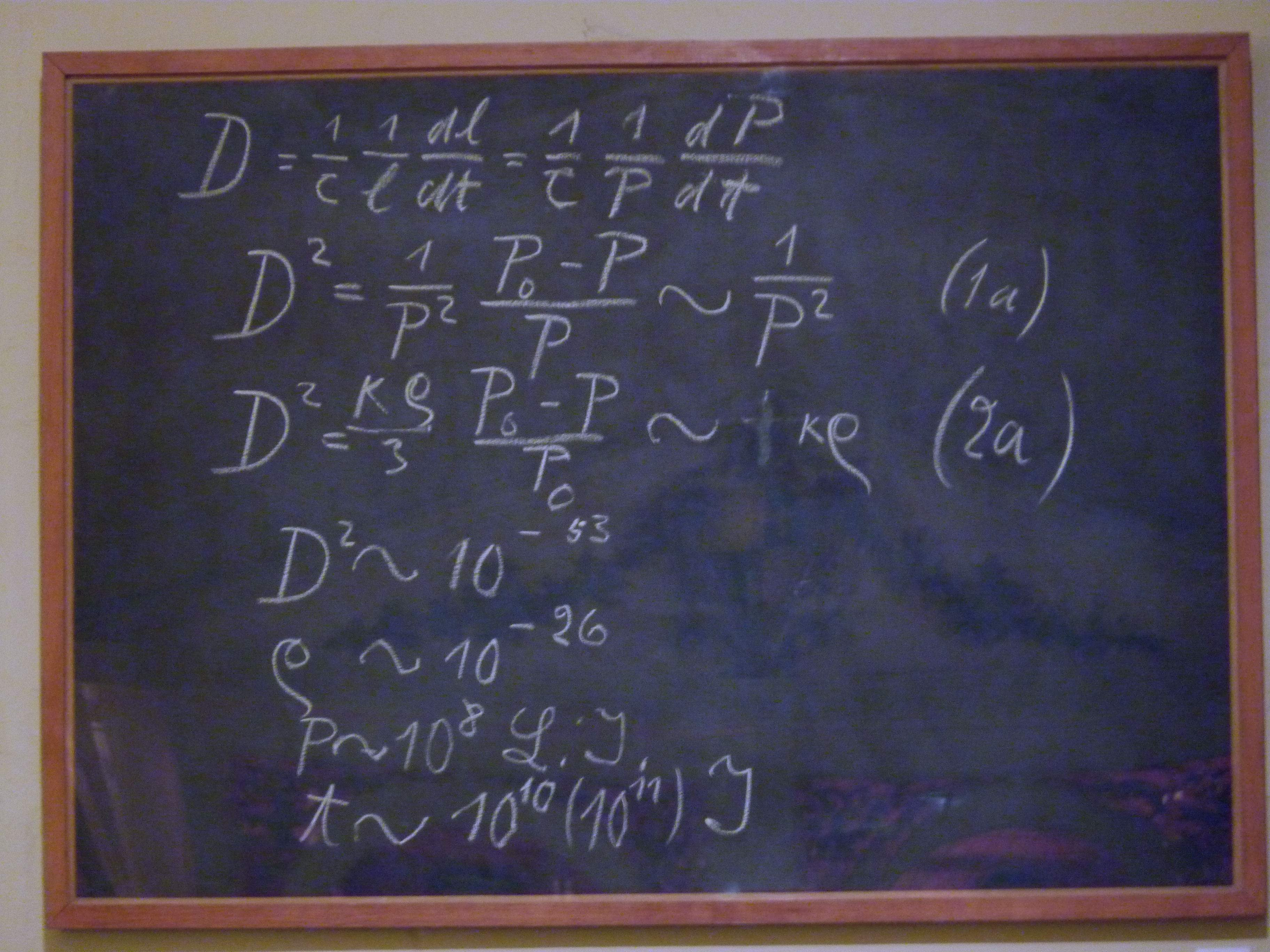
Einsteins krijtbord in het Museum of the History of Science in Oxford

Einsteins krijtbord is een krijtbord dat gebruikt is door Albert Einstein tijdens een voordracht op 16 mei 1931 aan de Universiteit van Oxford in Engeland.
Het krijtbord is een van de meest iconische objecten in de verzameling van het Museum of the History of Science in Oxford.
De natuurkundige Frederick Lindemann nodigde Einstein in 1931 voor het houden van de lezingen uit. Einstein gaf vervolgens drie lezingen, de eerste over de relativiteitstheorie, de tweede over kosmologie en de derde over de veldentheorie van alles. De voordracht waarbij dit krijtbord werd gebruikt was de tweede van drie voordrachten in Rhodes House in South Parks Road.
Het krijtbord werd gered door fysisch chemicus E.J. Bowen (1898-1980) en geschonken door Sir Francis James Wylie, de beheerder van Rhodes House. Op het bord staan vergelijkingen over de diameter, de uitdijing en leeftijd van het heelal. 'L.J.' op het bord staat voor lichtjaar in het Duits.
Het krijtbord wordt gezien als een artefact dat van een heel andere orde is dan de andere objecten in de verzameling van het museum, die voornamelijk bestaat uit wetenschappelijke instrumenten.
Einstein kwam in 1933 nog eens naar Oxford om opnieuw een lezing te geven, ditmaal op een ander krijtbord.